# Tomás Cano
Tomás Cano (* 4. Januar 1961) ist ein ehemaliger spanischer und später andorranischer Skispringer.

## Werdegang
Cano gab sein internationales Debüt bei der Vierschanzentournee 1978/79. Dort landete er jedoch ausschließlich auf Platzierungen jenseits der 70. Bei der Vierschanzentournee 1979/80, bei der er zugleich sein Debüt im neugeschaffenen Skisprung-Weltcup gab, musste er sich sogar mit Platzierungen um den 100. Platz zufriedengeben. Bei der Nordischen Skiweltmeisterschaft 1982 in Oslo startete er von beiden Schanzen. Von der Normalschanze erreichte er den 55. Platz, von der Großschanze den 48. Platz. Bei der Vierschanzentournee 1982/83 startete er noch einmal in allen Springen, konnte aber erneut keine Platzierung jenseits der 70 erreichen.
Nach acht Jahren Pause sprang Cano für Andorra in der Saison 1991/92 noch mehrmals im Continental Cup und belegte mit einem Punkt den 103. Platz der Gesamtwertung. Nach dieser Saison beendete Cano seine Karriere endgültig. Zuvor wurde er bei den Spanischen Meisterschaften, bei denen er auch als Andorraner starten durfte, noch einmal Vierter.